# Maga bakeri
Maga bakeri är en insektsart som först beskrevs av Bolívar, I. 1918.  Maga bakeri ingår i släktet Maga och familjen gräshoppor. Inga underarter finns listade i Catalogue of Life.